# Agallia leda
Agallia leda är en insektsart som beskrevs av Rauno E. Linnavuori 1971. Agallia leda ingår i släktet Agallia och familjen dvärgstritar. Inga underarter finns listade i Catalogue of Life.